# Johan Åkerman
Johan Åkerman (Stoccolma, 20 novembre 1972) è un allenatore di hockey su ghiaccio ed ex hockeista su ghiaccio svedese.

## Statistiche
Statistiche aggiornate a luglio 2013.

### Giocatore

#### Club
| Stagione | Squadra             | Stagione regolare | Stagione regolare | Stagione regolare | Stagione regolare | Stagione regolare | Stagione regolare | Playoff | Playoff | Playoff | Playoff | Playoff |
| Stagione | Squadra             | Lega              | P                 | G                 | A                 | Pt                | PIM               | P       | G       | A       | Pt      | PIM     |
| -------- | ------------------- | ----------------- | ----------------- | ----------------- | ----------------- | ----------------- | ----------------- | ------- | ------- | ------- | ------- | ------- |
| 1991-92  | Hammarby            | Division 1        | 9                 | 0                 | 0                 | 0                 | 4                 |         |         |         |         |         |
| 1992-93  | Hammarby            | Division 1        | 30                | 4                 | 7                 | 11                | 30                | 13      | 3       | 3       | 6       | 18      |
| 1993-94  | Hammarby            | Division 1        | 37                | 11                | 24                | 35                | 22                | 5       | 1       | 2       | 3       | 6       |
| 1994-95  | AIK                 | SHL               | 38                | 1                 | 3                 | 4                 | 8                 |         |         |         |         |         |
| 1995-96  | AIK                 | SHL               | 40                | 1                 | 3                 | 4                 | 24                |         |         |         |         |         |
| 1996-97  | AIK                 | SHL               | 36                | 2                 | 2                 | 4                 | 16                | 6       | 0       | 0       | 0       | 2       |
|          | AIK J20             | SuperElit         | 3                 | 1                 | 1                 | 2                 | -                 | -       | -       | -       | -       | -       |
| 1997-98  | Vålerenga           | Norway            | 40                | 16                | 36                | 52                | 38                |         |         |         |         |         |
| 1998-99  | Vålerenga           | Norway            | 38                | 19                | 29                | 48                | 36                |         |         |         |         |         |
|          |                     | EHL               | 4                 | 1                 | 1                 | 2                 | 4                 | -       | -       | -       | -       | -       |
| 1999-00  | Skellefteå          | Allsvenskan       | 41                | 9                 | 32                | 41                | 48                | 5       | 2       | 2       | 4       | 8       |
| 2000-01  | Skellefteå          | Allsvenskan       | 40                | 10                | 19                | 29                | 69                | 2       | 0       | 0       | 0       | 0       |
| 2001-02  | Skellefteå          | Allsvenskan       | 45                | 12                | 28                | 40                | 50                | 6       | 1       | 1       | 2       | 2       |
| 2002-03  | Skellefteå          | Allsvenskan       | 42                | 16                | 20                | 36                | 61                | 9       | 3       | 6       | 9       | 10      |
| 2003-04  | Skellefteå          | Allsvenskan       | 46                | 15                | 38                | 53                | 54                | 10      | 1       | 2       | 3       | 6       |
| 2004-05  | Skellefteå          | Allsvenskan       | 46                | 11                | 29                | 40                | 32                | 9       | 2       | 6       | 8       | 10      |
| 2005-06  | Skellefteå          | Allsvenskan       | 40                | 15                | 46                | 61                | 52                | 10      | 0       | 9       | 9       | 12      |
| 2006-07  | HV71                | SHL               | 55                | 10                | 38                | 48                | 48                | 14      | 3       | 7       | 10      | 16      |
| 2007-08  | HV71                | SHL               | 45                | 9                 | 24                | 33                | 38                | 17      | 3       | 13      | 16      | 8       |
| 2008-09  | Lokomotiv Yaroslavl | KHL               | 47                | 2                 | 10                | 12                | 24                | 11      | 3       | 5       | 8       | 6       |
| 2009-10  | Lugano              | NLA               | 36                | 3                 | 18                | 21                | 67                | 3       | 0       | 0       | 0       | 2       |
| 2010-11  | Kölner Haie         | DEL               | 52                | 8                 | 28                | 36                | 32                | 5       | 0       | 1       | 1       | 0       |
| 2011-12  | Linköping           | SHL               | 36                | 2                 | 8                 | 10                | 28                | -       | -       | -       | -       | -       |
|          |                     | ET                | 8                 | 0                 | 4                 | 4                 | 4                 | 2       | 1       | 1       | 2       | 4       |
|          | Kölner Haie         | DEL               | 16                | 2                 | 11                | 13                | 39                | 6       | 0       | 2       | 2       | 0       |
| 2012-13  | Rouen               | France            | 16                | 3                 | 15                | 18                | 18                | 13      | 4       | 4       | 8       | 8       |
|          |                     | French League Cup | 6                 | 1                 | 5                 | 6                 | 2                 | 4       | 0       | 4       | 4       | 2       |

#### Nazionale
| Stagione | Livello      | Risultati     | Risultati | Risultati | Risultati | Risultati | Risultati |
| Stagione | Livello      | Competizione  | P         | G         | A         | Pt        | PIM       |
| -------- | ------------ | ------------- | --------- | --------- | --------- | --------- | --------- |
| 2006-07  | Sweden       | WC            | 9         | 3         | 3         | 6         | 4         |
|          | Sweden (all) | International | 19        | 5         | 7         | 12        | 14        |
| 2007-08  | Sweden (all) | International | 7         | 0         | 1         | 1         | 2         |
| 2008-09  | Sweden       | WC            | 9         | 0         | 1         | 1         | 6         |
|          | Sweden (all) | International | 21        | 1         | 7         | 8         | 14        |
| 2009-10  | Sweden (all) | International | 3         | 0         | 1         | 1         | 2         |

### Club
| Stagione | Squadra       | Lega     | Ruolo       | Note |
| -------- | ------------- | -------- | ----------- | ---- |
| 2013-14  | Linköping J18 | J18 Elit | Asst. Coach |      |

## Palmarès

### Club
- Campionato norvegese: 2

 HV71: 1997-98, 1998-99
- Campionato svedese: 1

 HV71: 2007-08
- Campionato svedese D2: promozione

 Skellefteå AIK: 2005-06
- Campionato francese: 1

 Dragons de Rouen: 2012-13
- Coppa di Francia: 1

 Dragons de Rouen: 2012-13

### Nazionale
- Campionato del mondo: 1

 Svezia: 2009

### Individuale
- Elitserien:

2006-07: Most Assists by Defenseman (38)
2007-08: All-Star Team
2007-08: Most Points by Defenseman Playoffs (16)
- Allsvenskan:

2003-04: Most Assists
2003-04: Most Points by Defenseman
2004-05: Most Points by Defenseman
2005-06: Best Plus/Minus
2005-06: Most Assists
2005-06: Most Points (61)
2005-06: Most Points by Defenseman